# 밈미 산덴
밈미 산덴(Mimmi Sandén, 1995년 12월 25일 ~ )은 스웨덴의 가수, 배우이다. 2007년 스웨덴 갓 탤런트 (Talang) 참가자다.